# 翟永固
翟永固（？—1166年），字仲坚，析津府良乡县（今北京市房山区）人，金朝官员，金世宗时尚书左丞。
北宋末年，翟永固中进士，在宋朝担任开德府仪曹参军。北宋灭亡，翟永固归降金朝。金太宗天会六年（1128年）中词赋科，任怀安县丞，迁望云县令，历任枢密院令史、左副元帥完颜宗翰府掾、左司郎中、武定军节度副使、同知清州防御使、工部员外郎、礼部郎中、翰林直学士，多次出使南宋。完颜亮即位，以侍卫亲军都指挥副使出使南宋，以告完颜亮即位之事，观察宋朝的虚实。回到金朝，改任礼部侍郎。掌管燕京宫室修建。历任太常卿、礼部尚书、永定军节度使。正隆二年（1157年），转任翰林学士承旨。完颜亮将亲自伐宋，翟永固认为无须皇帝亲征，伐宋是师出无名，于是大忤完颜亮的旨意，被打发回家。金世宗即位，大定二年（1162年）为尚书左丞，请依旧制廉察官吏。大定三年（1163年）改任真定府尹，大定五年（1165年）翟永固致仕。大定六年（1166年）去世。

## 延伸阅读
[在维基数据编辑]
 《金史/卷89》，出自脱脱《遼史》